# Sambre (bande dessinée)
Pour les articles homonymes, voir Sambre (homonymie).
Sambre est une série de bande dessinée de drame historique créée par Yslaire et Balac, en 1986. Ils réalisent ensemble les deux premiers tomes mais, à la suite de divergences entre eux, Balac abandonne le projet et Yslaire devient scénariste de la suite de la série.

## Synopsis
Très sombre et mélancolique, Sambre nous raconte l'histoire d'une famille bourgeoise rurale du XIXe siècle et plus particulièrement celle de Bernard Sambre, épris de Julie, une jeune vagabonde aux yeux rouges que sa famille exècre au point de les porter au rang de superstition. Les destins, les esprits et les corps s'expriment, se croisent et se blessent. Nul ne peut échapper à son destin...

## Remarques
Sambre est un mot-valise formé à partir de « sang » et de « sombre », mais il s'agit aussi d'une rivière de Belgique.

« Je veux une histoire d’amour. C’est mon obsession, une histoire d’amour qui finit mal… J’ai envie de plonger dans une tragédie qui serait placée dans un cadre historique pour me ramener à cette littérature du XIXe qu’enfant, j’avais découvert dans la bibliothèque de mon père… Mais du Bossu ou des Trois mousquetaires, je n’ai retenu que l’histoire d’amour. La séquence finale de Robin des Bois, celle du bain de sang de Marianne, je l’ai relue dix fois et j’ai pleuré à chaque fois. Les livres m’ont fait beaucoup plus pleurer que les films ou les pièces de théâtre. Je voulais faire une bande dessinée qui provoque le même effet. »

— Yslaire, extrait de La Légende des Sambre, entretiens avec Jean-Luc Cambier et Éric Verhoest, éditions Glénat.

## Albums

### Sambre
La série est découpée comme suit :
Sambre deuxième génération (1847-1848) - Bernard & Julie
1. Plus ne m'est rien, avec Balac (scénario), 1986, réédité en 2003
2. Je sais que tu viendras, avec Balac (participation au scénario), 1990, réédité en 2003
3. Révolution, révolution..., 1993, réédité en 2003 sous le titre Liberté, liberté...
4. Faut-il que nous mourions ensemble ?, 1996, réédité en 2003

Sambre troisième génération (1856-1862) - Bernard-Marie & Judith
1. Maudit soit le fruit de ses entrailles, 2003
2. La Mer vue du Purgatoire, juin 2011
3. Fleur de Pavé, septembre 2016
4. Celle que mes yeux ne voient pas, novembre 2018
5. Nos yeux, nos cheveux, nos fiertés..., à paraître

Sambre dernière génération (1862-1871) - Nelson & Judith
1. Au large des amers, à paraître
2. Les Cerises de Mademoiselle Dyeu, à paraître
3. Toutes les rages de l'espérance, à paraître
4. Le Dernier des Sambre, à paraître

Hors-série
- La Légende des Sambre, entretiens avec Jean-Luc Cambier et Éric Verhoest (2003)

### La Guerre des Sambre
Une deuxième série sur la même famille, La Guerre des Sambre, a débuté en 2007 aux éditions Futuropolis/Glénat.
La Guerre des Sambre Première génération (1830-1847) - Hugo & Iris
1. Le mariage d'Hugo, Yslaire, Jean Bastide et Vincent Mezil (2007)
2. La passion selon Iris, Yslaire, Jean Bastide et Vincent Mezil (2008)
3. La Lune qui regarde, Yslaire, Jean Bastide et Vincent Mezil (2009)

La Guerre des Sambre Premier degré d'ascendance (1768-1769) - Werner & Charlotte
1. L'Éternité de Saintange, Yslaire et Boidin (2010)
2. La Messe rouge, Yslaire et Boidin (2011)
3. Votre enfant, comtesse..., Yslaire et Boidin (2012)

La Guerre des Sambre Génération de Cujus (1789-1794) - Maxime-Augustin & Constance
1. La fiancée de ses nuits blanches (2014)
2. Le petit jour de la mariée (2015)
3. Le regard de la veuve (2018)

## Distinctions
- Prix Saint-Michel de la meilleure BD 1986 à Bernard Hislaire pour Sambre.
- Prix des lecteurs de Libération au Festival d'Angoulême 1987 à Bernard Hislaire et Balac pour Sambre.
- Prix Haxtur du meilleur dessin au Festival international de la Bande Dessinée de la Principauté des Asturies 1998 à Bernard Hislaire pour Sambre.

## Publication

### Éditeurs
- Glénat (collection Caractère) : Sambre (6 tomes et un hors-série)
- Futuropolis : La Guerre des Sambre (2 tomes)